# Nicole Weil-Salon
Nicole Weil (17 août 1915, Lisieux - 23 novembre 1943, Auschwitz) est une assistante sociale, travaillant pour l'Œuvre de secours aux enfants (OSE), membre du Réseau Garel (Lyon, 1942-1944), qui à Marseille réussit à évacuer une centaine d'enfants du camp des Milles en août 1942. Elle travaille ensuite à Megève avec son mari Jacques Salon. Ils réussissent à sauver 200 jeunes et leur famille. Elle est déportée à Auschwitz par le convoi no 62, en date du 20 novembre 1943 et assassinée à son arrivée à Auschwitz.

## Biographie

### Enfance et formation
Nicole Weil naît le 17 août 1915 à Lisieux (Calvados, Normandie),,, dans une famille juive de quatre enfants, originaire d'Alsace.
La famille émigre au Brésil mais le père est rappelé sous les drapeaux au début de la Première Guerre mondiale, la famille rentre en France et s'installe à Paris.
Elle étudie au lycée Molière (Paris), où elle passe son baccalauréat,.

### Assistante sociale
Nicole Weil obtient un diplôme d’assistante sociale à Paris, à l’école des surintendantes d’usines du boulevard Saint-Germain.
Au début de la Seconde Guerre mondiale, Nicole travaille dans les centres sociaux de la rue de la Durance, à Picpus, dans le 12e arrondissement de Paris.

### Résistance
Nicole Weil travaille pour l'Œuvre de secours aux enfants (OSE), membre du Réseau Garel (Lyon, 1942-1944), qui, à Marseille, réussit à évacuer une centaine d'enfants du camp des Milles en août 1942. En septembre 1943, Georges Garel demande à Nicole Weil-Salon et à Huguette Wahl d'aider Moussa Abadi avec son réseau de sauvetage à Nice.
Elle épouse Jacques Salon le 1er juillet 1943 à L'Isle-sur-la-Sorgue.
Elle travaille ensuite à Megève avec son mari et ils dirigent le centre médico-social de l'OSE ouvert à Megève et sont immédiatement chargé par l’OSE de créer une filière de sauvetage d’enfants. Entre le 1er et le 10 septembre 1943, ils réussissent à faire passer en Suisse près de deux cents enfants.

### Arrestation et déportation
C’est au cours d’un des convoyages d’enfants vers la Suisse que Nicole Weil-Salon est arrêtée, victime d’une dénonciation, le 24 octobre 1943.
Elle est déportée du camp de Drancy, vers Auschwitz, par le convoi no 62, en date du 20 novembre 1943 et assassinée à son arrivée à Auschwitz.
Nicole Weil a pour dernière adresse le 38 rue Verdi à Nice (Alpes-Maritimes).
Son mari, Jacques, est arrêté par la milice française en avril 1944 mais parvient à s'évader du train qui les mène du Fort Montluc au camp de Drancy avec Robert Bentzman, dit Benand, Michel Haguenauer, Claude Israël, Albert Nadel Gleizer, Maurice Lipsyc, Alexandre Menaschem, Holloos Naphtali, Robert Saurel et Julien Samuel.

## Le Voyage de Fanny
La vie de Nicole Weil-Salon et celle de Lotte Schwarz inspirent un film de Lola Doillon, Le Voyage de Fanny sorti en 2016, pour le personnage de Madame Forman, joué par Cécile de France,,.